# Unabhängigkeitsreferendum in Usbekistan 1991
Das Unabhängigkeitsreferendum in Usbekistan 1991 fand am 29. Dezember, zeitgleich mit der Präsidentschaftswahl statt. Das Referendum wurde mit 98 % angenommen.

## Hintergrund
Nach einem Referendum im März desselben Jahres, bei dem  sich eine Mehrheit für eine Umgestaltung der Sowjetunion aussprach, strebte die UsSSR zunächst eine Fortführung der UdSSR an. Erst nach dem Augustputsch in Moskau erklärte sich  Usbekistan am 31. August  unabhängig und setzte neben den Präsidentschaftswahlen ein Unabhängigkeitsreferendum an.

## Wahlergebnis
|                                   | Stimmen    | %     |
| --------------------------------- | ---------- | ----- |
| Dafür                             | 9.718.155  | 98,26 |
| Dagegen                           | 172.294    | 1,74  |
| Ungültig                          | 8.258      | –     |
| Gesamt                            | 9.898.707  | 100   |
| Wahlberechtigte/Wählerbeteiligung | 10.515.066 | 94,1  |